# 和諧新能源汽車
中國和諧新能源汽車控股有限公司，簡稱中國和諧新能源汽車控股、中國和諧新能源汽車，以及和諧新能源汽車，前身為「中國和諧汽車控股有限公司」（英語：China Harmony New Energy Auto Holding Limited，港交所：3836），於2005年由現時董事長馮光革創辦和諧實業集團為旗下一分子，首席執行官喻峰。
業務為在國內經營高端豪華和超豪華汽車品牌，總部位於河南省鄭州市鄭東新區史央商務區商務內環路。
該股份在2013年6月13日於港交所主板上市。招股價為8.88港元，全球發售為2.75億，集資額為24億港元，其中歐資基金認購。
2014年12月22日鴻海精密全資附屬公司Foxconn (Far East) Limited以港幣約6.09億元（約台幣24.84億元），每股港幣4.73元，取得和諧汽車約1億2384萬4千股，持股比例將達到10.526%。成爲公司第二大股東。2015年3月2日持股比例9.804%。
2015年6月25日，該公司收購從上海特思克汽車科技有限公司旗下浙江綠野汽車有限公司（以拍賣方式）87.57%，總代價為5810萬元人民幣。
2019年8月5日，該公司指與蘇寧易購汽車就汽車銷售和服務市場展開探討，並簽訂戰略合作協議。

## 連結
- hexieauto.com（页面存档备份，存于）